# Carlos, Príncipe Bernadotte
Carlos Bernadotte (em Sueco: Carl Bernadotte), nascido em 10 de janeiro de 1911 em Estocolmo (Suécia), e morreu em 27 de junho de 2003 em Málaga (Espanha). Outrora conhecido como Príncipe Carlos, Duque da Gotalândia Oriental, foi o único filho do príncipe Carlos, Duque da Gotalândia Ocidental, e de sua esposa, a princesa Ingeborg da Dinamarca. Para distingui-lo de seu pai, sua família costumava chamá-lo de Mulle. Aparentemente, sua mãe quis dar o nome Samuel a ele, mas este não era um nome apropriado para um príncipe.
Quando Carlos desposou a condessa Elsa von Rosen, em 6 de julho de 1937, ele foi obrigado a renunciar a seus direitos de sucessão ao trono e, inclusive, seus títulos reais. Seu cunhado, o rei Leopoldo III da Bélgica, entretanto, conferiu-lhe o título de Príncipe Bernadotte na nobreza belga, no mesmo dia. Além disso, seus filhos poderiam ser condes ou condessas. Carlos e Elsa tiveram uma filha, Madalena, nascida em 1938, e divorciaram-se em 1951.
Ele casou-se novamente em 1º de novembro de 1954, com Ann Margareta Larsson (1921-1975). Divorciou-se de sua segunda esposa em 1961. Seu terceiro e último casamento, ocorrido no Marrocos, em 8 de junho de 1978, foi com a norueguesa Kristine Rivelsrud (1932-).
O príncipe Carlos faleceu em junho de 2003, em Málaga, Espanha, onde passou a viver depois que foi processado e absolvido em uma corte sueca no final dos anos 50, por negócios criminais que levaram à ruína de Florence Stephens, uma rica herdeira que lhe confiava sua fortuna.